# Godshuis Spanoghe

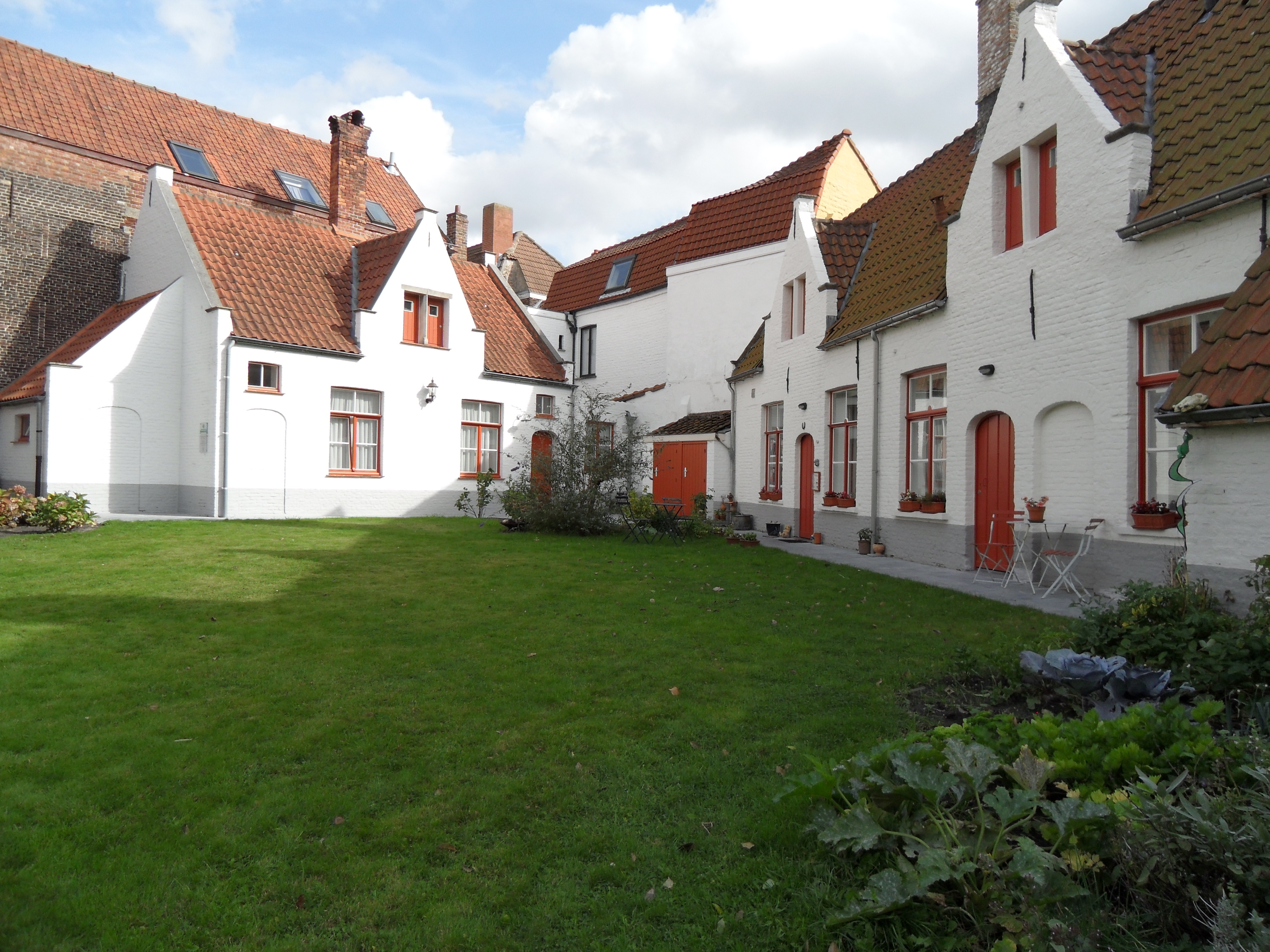
Godshuizen Spanoghe

Spanoghe is een godshuis in de Katelijnestraat en de Stoofstraat in Brugge.

## Geschiedenis
De godshuisjes werden gesticht door Francesca Spanoghe die ze bestemde voor bewoning door bejaarde vrouwen. Ze werden gebouwd in 1680.
In 1796 werden de godshuizen eigendom van de Commissie van Burgerlijke godshuizen.
In 1939 werden de huizen nummers 8 en 10 herbouwd naar een ontwerp van architect Maurice Vermeersch. In 1965 werden toegangen gemaakt langs de Stoofstraat. In 1986 werd een consoliderende restauratie uitgevoerd.
Een smalle korfboogpoort in de Katelijnestraat leidt naar een achterliggende tuin waarrond drie huizen, oorspronkelijk ingedeeld in zes, en nu in vier.